# Norlandair
Norlandair – islandzka linia lotnicza z siedzibą w Akureyri. Została założona w 2008. Flota Norlandair składa się z dwóch samolotów DHC-6 Twin Otter wyleasingowanych od Air Iceland.
Norlandair oferuje połączenia do trzech miejsc: Grímsey, Vopnafjörður i Þórshöfn, przy współpracy z Air Iceland. Prowadzi ono również różne loty czarterowe do wschodniego wybrzeża Grenlandii.